# Gloria Macapagal-Arroyo
Gloria Macapagal-Arroyo (n. 5 aprilie 1947) este un om politic din Filipine.
A deținut funcția supremă în stat în perioada 20 ianuarie 2001 - 30 iunie 2010, fiind al patrusprezecelea președinte al Filipinelor.
După Corazon Aquino, a fost a doua femeie președinte a țării.
Este senator și a mai deținut și funcția de secretar al apărării naționale.